# Alejandro Rangel Hidalgo
Alejandro Rangel Hidalgo (1923-2000) est un artiste mexicain, graphiste et artisan connu internationalement pour ses séries de cartes de Noël produites pour l'UNICEF dans les années 1960, ainsi qu'au Mexique pour ses dessins de meubles et la promotion de l'artisanat traditionnel. Rangel a vécu et travaillé toute sa vie dans sa maison natale, nommée Hacienda de Nogueras, à Comala. À sa mort, il légua cette propriété et son importante collection de céramiques préhispaniques de la culture des tombes à puits à l'Université de Colima, qui convertit les bâtiments en un centre de recherche comprenant un musée consacré aux travaux et collections de Rangel.

## Jeunesse
Alejandro Rangel Hidalgo nait en 1923, et vit et travaille presque toute sa vie dans la propriété familiale nommée l'Hacienda Nogueras à Comala, État de Colima, Mexique. Rangel est l'aîné de trois garçons, dont le grand-père a acquis l'hacienda, la convertissant à la production de sucre de canne et sucre raffiné.
Cependant, l'économie et la fabrique de sucre de canne périclitent après la Révolution mexicaine, et les parents de Rangel n'ont plus les fonds nécessaires pour l'envoyer, ni ses frères, à l'école. Les enfants sont alors éduqués à la maison, apprenant à lire puis s'abonnant à plusieurs magazines consacrés à la culture et à la mécanique. Le père et les fils apprennent alors le travail du métal pour effectuer les travaux de maintenance de l'hacienda et travaillent avec des ébénistes pour fabriquer et réparer le mobilier. La famille ouvre aussi un magasin vendant les jouets et d'autres objets fabriqués par eux-mêmes, souvent peints par Alejandro. À l'âge de six ans, il annonce qu'il veut devenir peintre.
Plus tard, Alejandro a la possibilité de suivre l'école secondaire à Guadalajara. Son diplôme obtenu, il passe du temps dans les ateliers des architectes Ignacio Díaz Morales et Luis Barragán. En 1947, Rangel gagne un prix et une bourse d'études pour les illustrations qu'il a faites pour le livre Pedro Páramo, écrit par son ami Juan Rulfo. La bourse d'études permet à Rangel de voyager en Europe pendant deux ans, où il travaille comme illustrateur de scène pour des ballets et des opéras. Revenu au Mexique, il continue à illustrer des livres.

## Œuvre

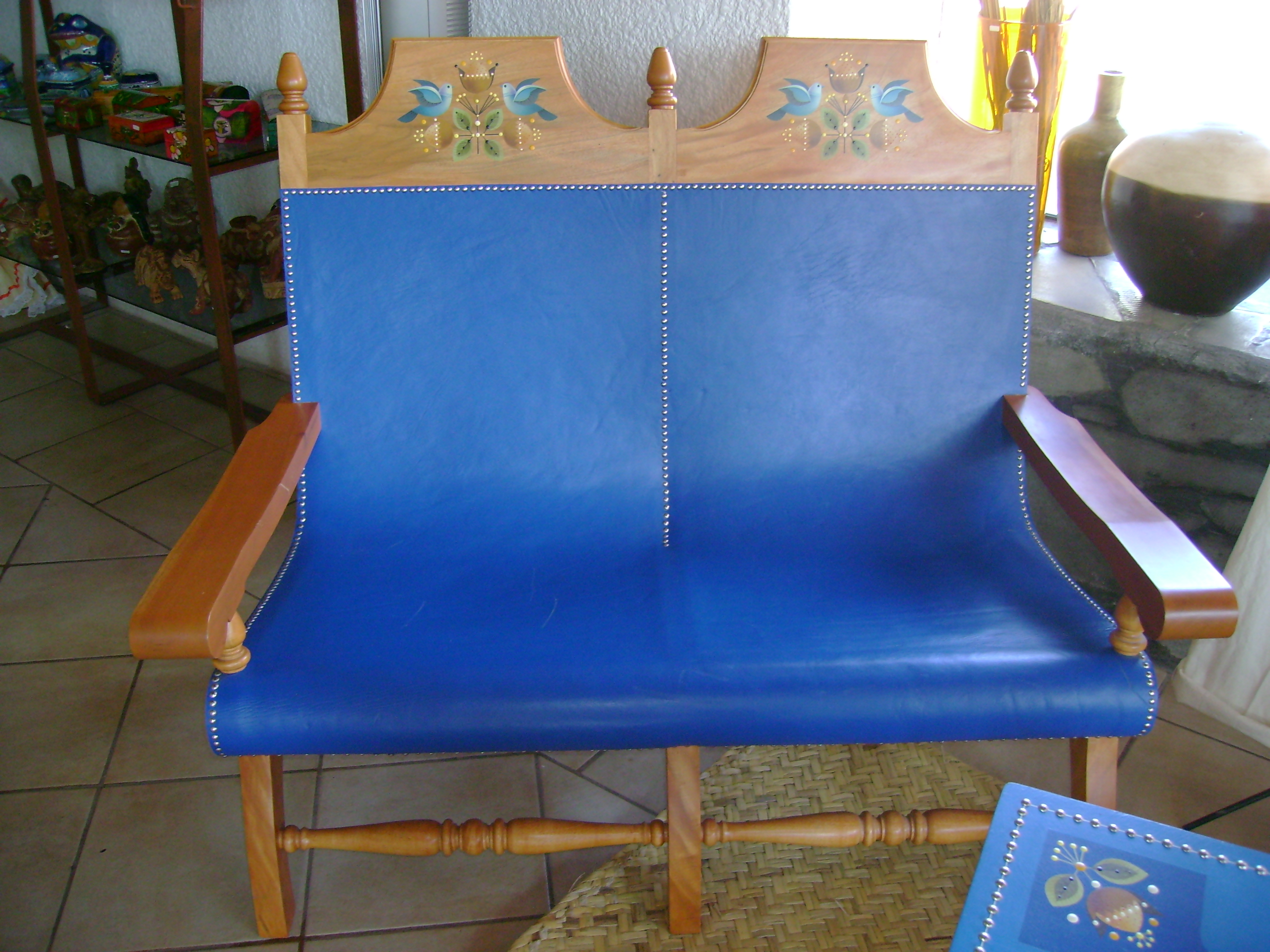
Exemple du style d'ameublement Rangelino

Rangel est à la fois un artiste, un designer graphique et un artisan. La peinture et le travail de design de Rangel possèdent un style particulier que l'on a nommé “Rangelino.” La plupart de ses travaux d'art reflètent sa vision de la nature et des thèmes culturels reliés au Mexique. La peinture de Rangel montre son obsession de diviser l'ombre et la lumière, ses travaux se concentrant sur les formes globales, éliminant des détails dans le but de dégager l'essence de l'objet. Ses travaux sont hautement stylisés. Son style de peinture n'est pas très apprécié pendant sa vie au Mexique. Nombre de ses peintures sont inspirées des paysages naturels et de la végétation des environs de Nogueras, faisant la synthèse de feuilles, fleurs, fruits, insectes et oiseaux ainsi que d'arrière-plans et des jeux de lumière et d'ombre. Une grande partie de son œuvre reflète la nature, mais il n'a jamais peint de paysages. Beaucoup de son travail se concentre sur de petites choses, parfois de taille microscopique. Pour une étiquette commerciale de tomates, il simule une planche botanique montrant le détail du fruit tranché,.
La carrière de Rangel est marquée par des périodes de production interrompues de périodes de réclusion. Après chaque période d'activité, Rangel s'isole du monde dans son hacienda, se terminant par un important regain d'activité. Son nouveau travail est souvent fort différent du précédent. Une de ces phases se concentre sur des images d'enfants du XIXe siècle représentés dans leur chambre avec leurs jouets.
Le premier succès commercial majeur de Rangel fut la production d'affiches pour la première grande exposition de Jalisco. Pour cette occasion, il crée une version stylisée de la cathédrale de Guadalajara, consistant en deux triangles liés à la base d'un demi-cercle. Ce dessin est encore utilisé de nos jours pour symboliser Guadalajara,.
Son travail le plus connu est la création de cartes de Noël pour l'UNICEF et la New York Graphic Society, ce qui lui permit d'obtenir une reconnaissance internationale. Ce travail commença en 1963 et les ventes de ces cartes furent les plus élevées qu'ait connues le Fonds des Nations unies pour l'enfance. Une des séries se nommait “Noël à travers les âges” et comportait des scènes historiques du Ve au XIXe siècle, dont par exemple, l'Espagne sous Philippe II, la Renaissance, le gothique français, le Mexique colonial, l'Angleterre victorienne, l'Amérique puritaine ainsi que des scènes allemandes, norvégiennes et russes. Une autre série s'intitulait “Anges de ce Monde”, représentant des anges-enfants habillés de costumes traditionnels, d'après un travail précédemment présenté à Los Angeles en 1958. Chaque ange était habillé d'un costume traditionnel de différents pays, accompagné par des objets et des produits typiques de ce pays. Une dernière série se concentrait sur les robes et les motifs traditionnels mexicains. Cette série comprenait un ange représentant Colima, appelé l'Enfant-Dieu de Colima,.
Dans son État natif de Colima, il conçoit les couleurs et les intérieurs pour le remodelage du centre historique de la cité de Colima, Villa de Alvarez et Nogueras. Il conçoit aussi des décorations de restaurants de l'État de Colima et de villes plus au Nord, et même à San Francisco. En collaboration avec l'Institut Universitaire des Beaux-Arts, il crée le travail intitulé Coro de Niños Cantores (Chœur d'enfants chanteurs). Il a également conçu l'image internationale pour le Ballet Folklorique de l'Université de Colima. Il réalise une série de sérigraphies basées sur une plante localement appelée "croto" (Codiaeum)] qui ont été décrits comme une sorte de réalisme magique.
À son hacienda, Rangel continue à concevoir et fabriquer des meubles, attirant des collectionneurs de pièces raffinées. Ce mobilier était également populaire auprès des ambassades et des suites présidentielles, en raison de ses lignes épurées, de ses détails et de l'utilisation de feuillus tropicaux tels que l'acajou et d'un bois local appelé parota”.
Rangel s'est impliqué dans des activités communautaires aux environs de Nogueras. Lorsque l'économie de la canne à sucre s'est effondrée, il a travaillé pour aider les familles locales à démarrer de nouvelles entreprises dont des magasins et des restaurants. Il a parrainé une école pour les enfants de l'endroit, fournissant une éducation de base ainsi que l'hygiène et les soins médicaux et hospitaliers. Il a également utilisé ses revenus pour parrainer les fêtes et les traditions catholiques locales et a invité des prêtres à l'hacienda pour présider la messe aux installations de la chapelle franciscaine du XVIe siècle. Il a fait rénover cette chapelle qui continue à donner des services à ce jour.
En 1975, Rangel et l'un de ses frères obtiennent un financement fédéral et fondent l'École des Artisans de Comala, où il enseigne le design, la peinture et la fabrication de meubles. Pendant plus de six ans, l'école a enseigné à environ trois cents artisans locaux, ajoutant des classes telles que le travail du bois, le travail du fer, le travail du cuir, l'application de feuille d'or et la finition de meubles. Dans la même période, il a également créé des modèles pour le verre soufflé pour les artisans à Tonalá et Tlaquepaque, État de Jalisco et a fondé la première école de Colima pour les travailleurs sociaux avec son épouse Margarita Septién Rul. Le couple a également soutenu financièrement l'Institut Vasco de Quiroga, qui continue à fonctionner aujourd'hui et compte environ 250 étudiants.
Rangel est un des  principaux fondateurs des Écoles d'Architecture des Universités de Guadalajara et de Colima dans les années 1980,.
Suivant la tradition établie par Rangel plus tôt dans sa vie, le Centro Nacional de Capacitación y Diseno Artesanal a été fondé en 1995, quelques années avant la mort de Rangel dans sa ville natale de Nogueras. Semblable à l'école des artisans, elle contribue à préserver et à promouvoir l'artisanat traditionnel qui demeure la source de revenu de plusieurs familles à Colima.

## L'hacienda de Nogueras
La maison de l'hacienda de Nogueras est demeurée presque inchangée depuis la mort de Rangel. Située dans la communauté de Nogueras, dans la municipalité de Comala, l'hacienda se trouve dans une zone qui a été occupée par des humains depuis très longtemps comme attesté par les céramiques trouvées dans son sol. Dans la période préhispanique, la région s'appelait Ajuchitlan, ou Vallée des Fleurs. Après la conquête, la région est devenue l'encomienda d'un soldat inconnu, et l'évangélisation a été menée par les franciscains qui ont fondé une chapelle qui existe encore sur l'hacienda. En 1704, Juan de Nogueras a acquis l'hacienda, donnant à la région son nom actuel. Pendant les deux cents années suivantes, la propriété change de mains à plusieurs reprises, jusqu'à ce qu'elle appartienne au grand-père de Rangel, qui l'a consacrée à la production de canne à sucre et de sucre transformé.
Rangel a grandi à l'hacienda et a consacré sa vie et une grande partie de ses revenus à l'entretenir. Quand il est mort, il a légué la propriété à l'Université de Colima, qui l'a convertie en un Centre universitaire d'études et de recherche, un parc écologique et le musée Alejandro Rangel Hidalgo, qui a reçu plus de 100000 visiteurs depuis son ouverture dans les années 2000.
Le musée présente trois aspects de la vie de Rangel, celui du designer et fondateur de l'École des métiers d'art Comala dans le hall d'entrée, celui du peintre dans la deuxième salle et celui du collectionneur de céramiques pré-hispaniques de la région dans les troisième et quatrième salles. Le hall d'entrée ne montre qu'une très petite partie de son travail en tant que concepteur pour l'Artesanías Comala de 1971 à 1976. Dans ces années, Rangel a travaillé à l'école, pour laquelle il a obtenu un financement fédéral, spécialisée dans la formation d'artisans réalisant des meubles qu'il avait dessinés, maintenant connus sous le nom de style Rangeliano. Ces conceptions de meubles sont maintenant la propriété de l'Université de Colima .
La collection de céramique préhispanique de Rangel est répartie en deux salles et a été recueillie sur plus de quarante ans. Dans la salle, aucun des objets ne montre des signes de sacrifice humain, la plupart sont des représentations de la vie quotidienne et quelques-uns sont liés à la vie dans l’au-delà. Il n'y a aucune pièce liée à la théocratie ni représentant des dieux. La deuxième chambre est appelée «El Horno» (le four). Les artefacts proviennent de la région de Comala et surtout de tombes à puits, ce qui est un aspect particulier de l'archéologie de la région. Les pièces sont réparties selon les trois traditions  de fabrication : "Colima", "Comala" et "Ortices" et datent de la période entre -500 et +600 CE. La plupart des pièces sont creuses pour faciliter la cuisson .
El Horno a été créé par Rangel lui-même, peint en rouge à l'intérieur pour simuler les fours de cuisson pour la céramique. On y trouve des pièces représentant les hommes qui travaillent, une femme enceinte, la fabrication de la poterie, la description des cérémonies et diverses représentations de chiens gras, dont un chien mangeant un épi de maïs. Une grande vitrine est surnommée "le zoo" pour ses quarante-cinq figurines en céramique représentant divers animaux, y compris le Xoloitzcuintle, (le chien nu mexicain). L'animal était important dans la civilisation locale préhispanique car il était censé guider les humains après la mort.
Un couloir est consacré à la collection de cartes de Noël que Rangel a conçues pour l'UNICEF et la New York Graphic Society, qui lui ont procuré une reconnaissance internationale.

## Reconnaissance
Rangel a reçu diverses reconnaissances au cours de sa vie. En 1993, il a gagné le premier prix pour l'Estatal de Artes, des prix de l'École Altamira de Mathias Goeritz et des écoles d'architecture de l'Université de Guadalajara et de l'Université de Colima. Cette dernière lui a accordé un doctorat honorifique en 1999. Il a accepté cet honneur à la condition qu'il n'y ait pas de cérémonie publique,.
Aujourd'hui, sa mémoire est toujours honorée par l'État de Colima. L'un des festivals annuels les plus importants organisés par le Secrétaire de la Culture de l'État est nommé d'après les artistes qui mettent en vedette des travaux dans les arts et l'artisanat.